# Probota, Iași
Probota este satul de reședință al comunei cu același nume din județul Iași, Moldova, România.